# 姶良火山臼

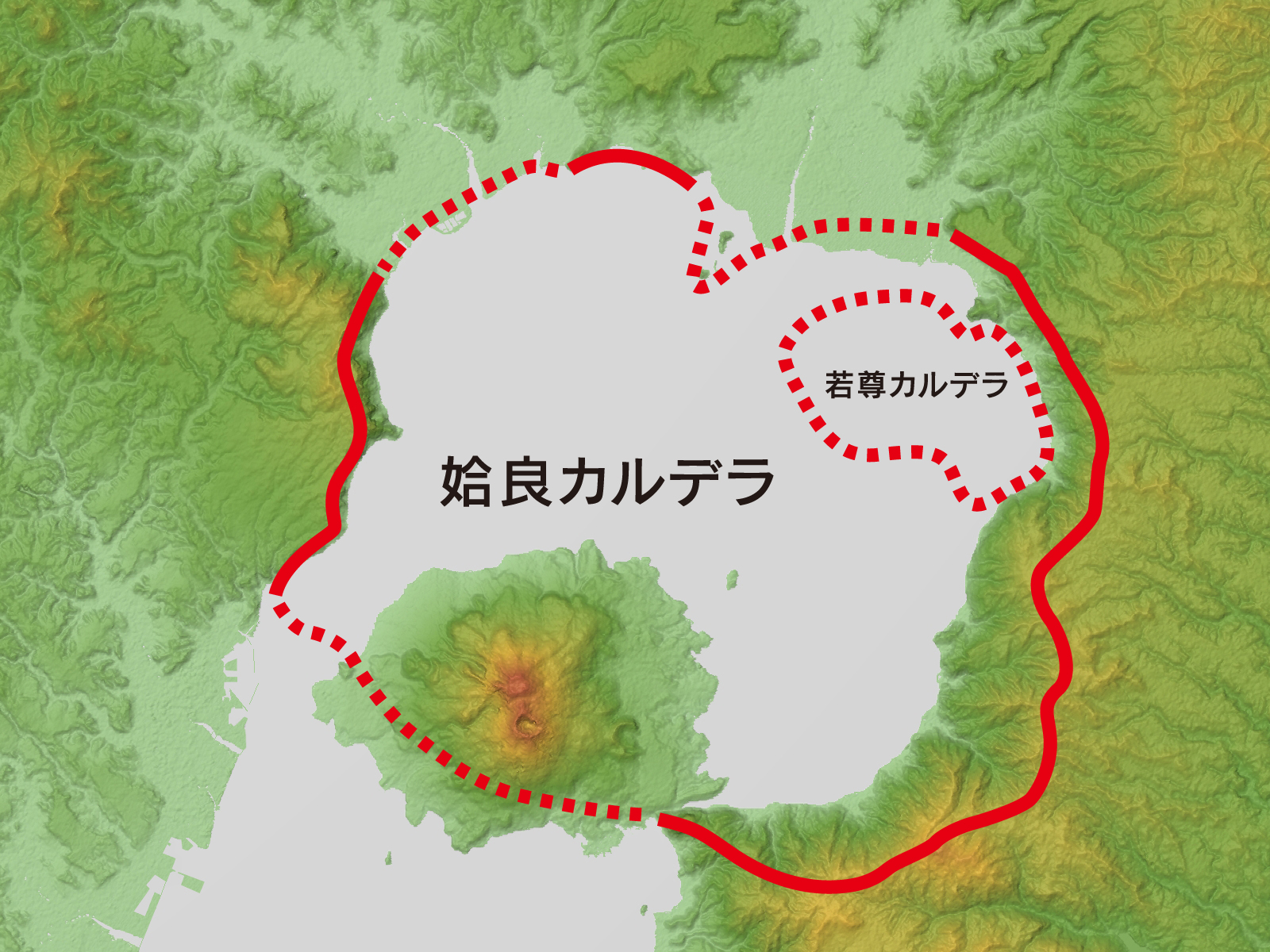
姶良火山臼

姶良火山臼 (英語：Aira Caldera) 是位於日本的櫻島附近海域的火山臼地形。面积是430km2。目前當地居民人數超过900,000人，此外當地還有珍稀动植物。

## 外部連結
- . kotobank （日语）.